# Úľany nad Žitavou
Úľany nad Žitavou (in ungherese Zsitvafödémes) è un comune della Slovacchia facente parte del distretto di Nové Zámky, nella regione di Nitra.